# ARN pequeño nucleolar
El ARN pequeño nucleolar (snoRNA por sus siglas en inglés) es una clase de ARN no codificante que principalmente guían modificaciones en otros ARN's, como: ARNt, y ARNr. Estudios recientes dejan claro que descubrimientos sobre los ARN pequeños nucleolares aún están en progreso. Ha sido estudiada su participación en procesos como corte y empalme de ARNm, e identificación en la cuerpos de Cajal.

## Funciones en la síntesis de proteínas
El nucléolo contiene trazas de ARN pequeños nucleolares en unión con proteínas; estos complejos son denominados ribonucleoproteínas, y tienen participación en la maduración de los ARNm. Se descubierto que los ARN pequeños nucleolares tienen funciones en la metilación de los ARNr, que junto con la modificación de pseudouridinas, contribuyen a la función bioprotéica de los ribosomas.
Las moléculas de snoRNA participan en la inclusión de  grupos metilo y pseudouridinas en los ARN ribosomales y consiguen que estas modificaciones sean cruciales para la síntesis proteica ya que se producen en el centro de la peptidil transferasa y en el túnel de entrada del mRNA al ribosoma para la síntesis proteica. Estos cambios son claves y derivan en una síntesis proteica más eficiente.